# 위르겐 포겔
위르겐 페터 포겔(독일어: Jürgen Peter Vogel, 독일어 발음: [ˈjʏʁɡn̩ ˈpeːtɐ ˈfoːɡl̩], 1968년 4월 29일~)은 독일의 배우, 영화 프로듀서이다. 1992년 영화 《작은 상어》를 통해 배우 경력을 시작했다.

## 참여 작품

### 영화
- 센스 오브 스노우
- 에밀과 탐정들 (2001년 영화)
- 로젠스트라시
- 굿바이 레닌
- 맨발 (영화)
- 행복한 엠마, 행복한 돼지 그리고 남자
- 요절복통 프레드의 사랑찾기
- 귀 없는 토끼
- 디 벨레

### 텔레비전
- 타트오르트
- 폴리차이루프 110